# Torhelm
Der Torhelm in der Kelchsau, in Tirol ist mit einer Höhe von 2494 m ü. A. einer der höchsten Gipfel der Kitzbüheler Alpen.

## Lage und Landschaft
Der Berg steht am Talschluss mehrerer Seitentäler von Zillertal und Brixental: Nordwestlich des Gipfels liegt mit dem Hemergrund der Abschluss des Märzengrunds, eines Seitentals des Zillertals. Die südwestlich gelegene Wilde Krimml entwässert über das Krummbach- und das Gerlostal ebenfalls ins Zillertal, während der nordöstlich gelegene Lange Grund über die Kelchsau ins Brixental führt. 
Einer der Nachbargipfel des Torhelm ist das Kreuzjoch (2558 m). 

## Anstiege und Gipfelkreuz
Speziell im Frühling besuchen viele Schitourengeher den Torhelm, zählt er doch zu den Bergen innerhalb der Kitzbüheler Alpen, auf denen man am längsten Schitouren gehen kann. Normalerweise ist die Abfahrt auf Firn bis Ende Mai weit ins Tal möglich. Im Sommer ist der Torhelm über Wanderwege aus der Wilden Krimml und vom Langen Grund aus erreichbar.
Am Gipfel des Torhelms befindet sich ein großes Gipfelkreuz aus Holz, das 1978 errichtet wurde. Auf einer Bronze-Tafel ist folgender Spruch angebracht: „Schlag ein wenn eine Hand sich gibt, denn Vorsicht braucht es nicht. Der Mensch der seine Berge liebt ist immer grad und schlicht.“

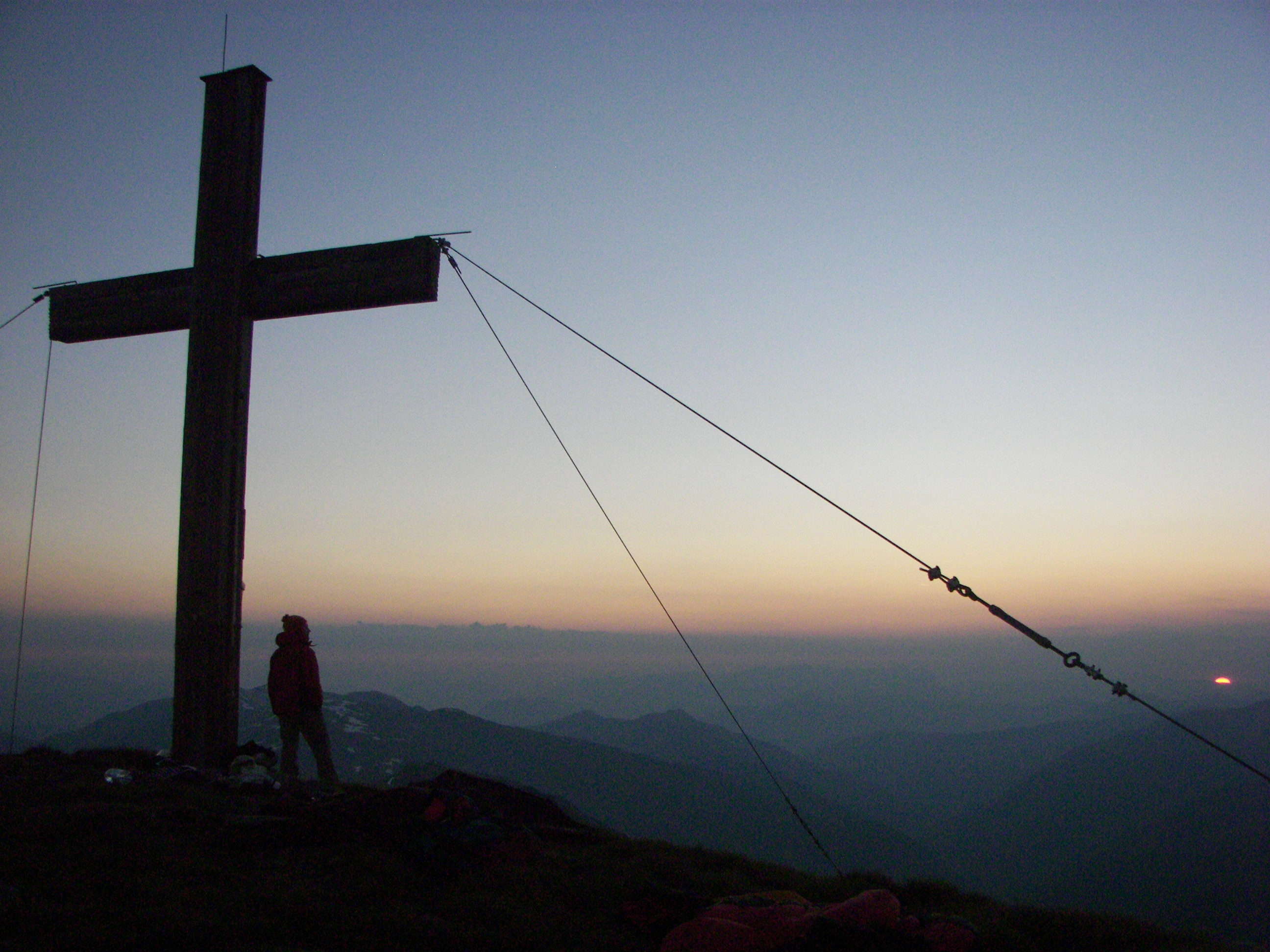
Sonnenaufgang am Gipfel, Blick Richtung Wilder Kaiser
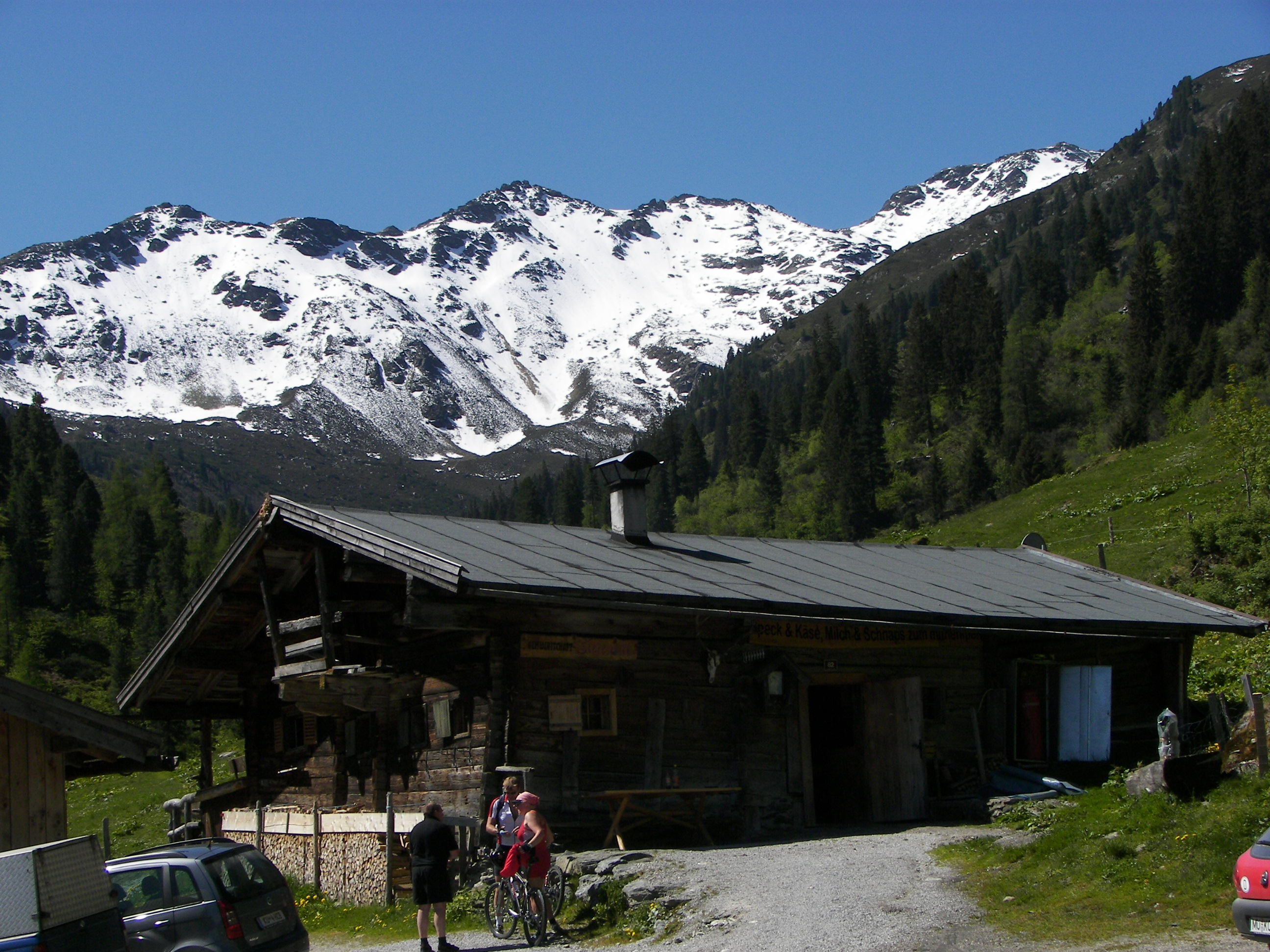
Blick von der Tiefentalalm am Talschluss des 'Langen Grund', Kelchsau zum Torhelm (Gipfel ganz rechts)
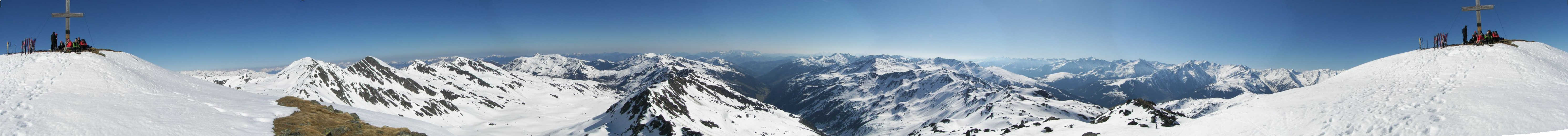
360 Grad Panorama vom Gipfel des Torhelm aus gesehen